# جنگلی‌موشیان
جنگلی‌موشیان (نام علمی: Neotominae) نام یک زیرخانواده از تیره همسترهای دم‌کوتاه است.